# ورزشگاه ۵۰۰۰ نفری فولاد خوزستان
ورزشگاه ۵٬۰۰۰ نفری فولاد خوزستان ورزشگاه فوتبال اختصاصی باشگاه ورزشی فولاد خوزستان می‌باشد که در منطقه ۲۰۰ دستگاه (منازل سازمانی شرکت فولاد خوزستان) واقع شده‌است. این ورزشگاه در فصل ۸۷-۱۳۸۶ تیم بزرگسالان فولاد خوزستان را میزبانی کرد و هم‌اکنون ورزشگاه خانگی تیم‌های پایه فولاد خوزستان در مقاطع امید، جوانان، نوجوانان و نونهالان و همچنین تیم فولاد نوین خوزستان است.